# Hedenäset

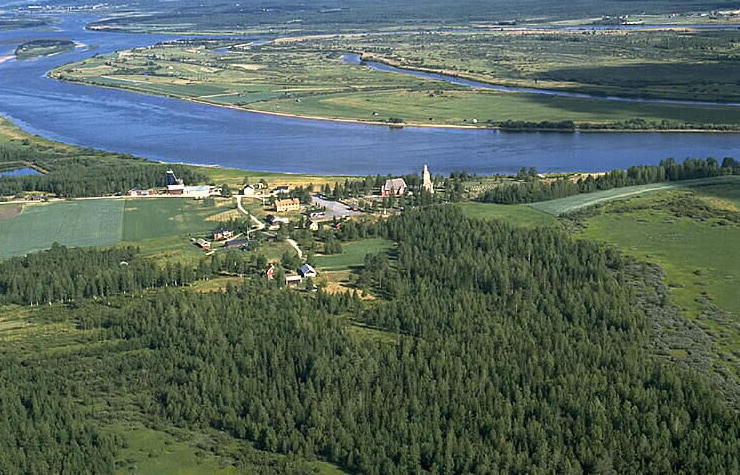
Hedenäset

Hedenäset (finnisch Hietaniemi) ist ein Ort (tätort) in der schwedischen Provinz Norrbottens län und in der historischen Provinz Norrbotten.

## Lage
Hedenäset gehört zur Gemeinde Övertorneå. Der Ort liegt etwa 100 km Luftlinie nordöstlich der Provinzhauptstadt Luleå und gut 20 km südlich des Hauptortes der Gemeinde, Övertorneå, am rechten Ufer des Torne älv, der dort die Grenze zu Finnland markiert.

## Verkehr
Durch Hedenäset führt der Riksväg 99, der von Haparanda entlang dem Torne älv und der finnischen Grenze nach Karesuando verläuft. In westliche Richtung zweigt die Provinzstraße Länsväg 398 ab, welche in den südlich liegenden Ort Sangis führt.
1914 wurde die Bahnstrecke Karungi–Övertorneå durch den Ort gebaut. 1984 wurde der Personenverkehr und 1986 der Güterverkehr eingestellt. 1992 wurde die Strecke dann weitestgehend zurückgebaut.

## Geschichte
Seit 5000 Jahren leben Menschen am Torne älv. Die Bevölkerung in Hedenäset nimmt seit den 1960er Jahren kontinuierlich ab. Früher war der Ort ein Zentrum für die Ausbildung in der Gemeinde.

## Sehenswürdigkeiten

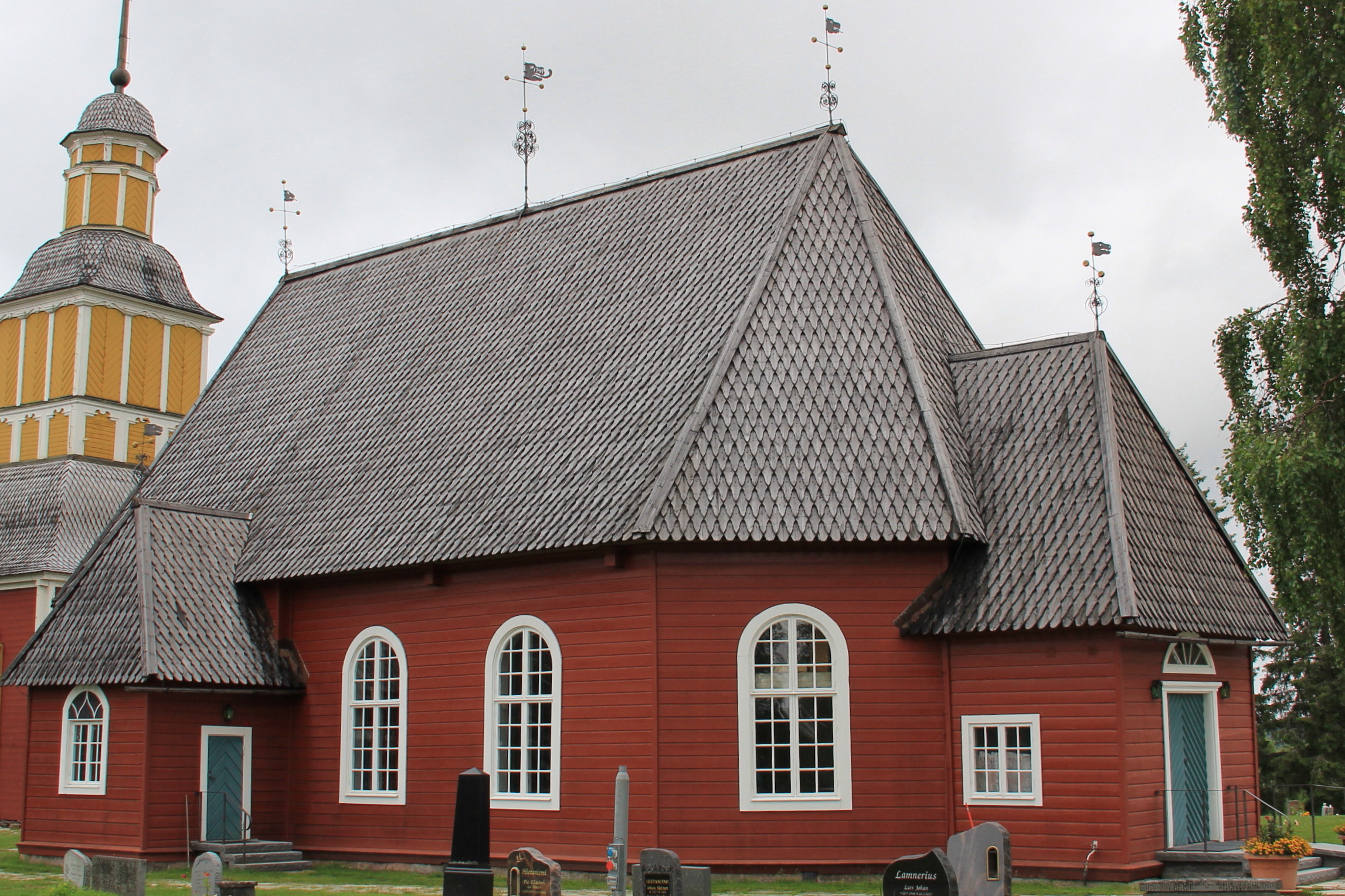
Kirche Hietaniemi

Am südlichen Ortsende liegt die 1747 gebaute Holzkirche Hietaniemi mit einer der ältesten Orgeln Schwedens.

## Persönlichkeiten
- Lennart Hardell (* 1944), Professor für Onkologie und Epidemiologie von Krebserkrankungen

## Wintersport
In Hedenäset wurden 1980 und 1981 Rennen des Biathlon-Weltcups ausgetragen.
| Jahr | Datum  | Disziplin        | Sieger                          |
| ---- | ------ | ---------------- | ------------------------------- |
| 1980 | 20. 3. | Einzel 20 km     | Klaus Siebert                   |
| 1980 | 22. 3. | Sprint 10 km     | Frank Ullrich                   |
| 1980 | 23. 3. | Staffel 4×7,5 km | Deutsche Demokratische Republik |
| 1981 | 2. 4.  | Einzel 20 km     | Fritz Fischer                   |
| 1981 | 4. 4.  | Sprint 10 km     | Eirik Kvalfoss                  |
| 1981 | 5. 4.  | Staffel 4×7,5 km | BR Deutschland                  |